# باتي لاين
باتي لاين هي مغنية وكاتبة غنائية كندية، ولدت في 31 يناير 1956 في ساسكاتون في كندا.

## وصلات خارجية
- الموقع الرسمي